# Спринды
Спринды (бел. Спрынды) — деревня в Плюском сельсовете Браславского района Витебской области Беларуси. В 30 км от города Браслав, 260 км от Витебска и Минска, 8 км от города Краслава, 40 км от Даугавпилса и 250 км от Риги. В советское время это был центр колхоза. В настоящее время находится на территории заповедника «Браславские озера». В Сприндах около 30 домов. Есть озеро, магазин и разные мастерские. Каждый год, через территорию деревни проходит ралли «Браслав».